# Egira crucialis
Egira crucialis är en fjärilsart som beskrevs av Harvey 1875. Egira crucialis ingår i släktet Egira och familjen nattflyn. Inga underarter finns listade i Catalogue of Life.